# Juda Jeitteles
Juda Jeitteles (geboren im März 1773 in Prag; gestorben 6. Juni 1838 in Wien) war ein jüdischer Orientalist in Wien.

## Leben
Juda Jeitteles war der Sohn des jüdischen Arztes Jonas Jeitteles aus Prag und der Bruder des aufgeklärten Rabbiners Baruch Jeitteles. Er hatte noch zwei weitere Brüder namens Gottlieb und Isaak.

## Bedeutung
Juda Jeitteles widmete sich dem Studium orientalischer Sprachen und Literaturen, wozu er von seinem Bruder Baruch angeregt wurde. Er verfasste die erste aramäische Grammatik in hebräischer Sprache. Außerdem gab er einige Bücher der Bibel in deutscher Sprache heraus, die mit hebräischen Kommentaren versehen waren. Er schrieb auch eine Biografie seines Vaters.

## Schriften
- Mewo laschon aramit (Prag 1813); eine aramäische Grammatik
- die Bücher Samuel, Könige, die zwölf kleinen Profeten, Chronika, Esra, Nehemia und Daniel in deutscher Sprache übersetzt und mit hebräischen Kommentaren (Anton Schmids neue vierte Ausgabe der Bibel in deutscher Sprache)
- Siha: Gespräche über die Sekte der Sabbatäer (Brünn 1800)
- Psalm zum Lobe Gottes (Prag 1817)
- Sammlung hebräischer Gedichte, Fabeln, Sprüche etc. (Prag 1821)
- Essays in verschiedenen Zeitschriften